# Шапар Григорій Іванович
Григо́рій Іва́нович Шапар (15 березня 1922 — 7 липня 1943) — радянський військовик часів Другої світової війни, молодший лейтенант. Герой Радянського Союзу (1943).

## Біографія
Народився 15 березня 1922 року в селі Новомиколаївка, нині Жовтневого району Миколаївської області в селянській родині. Українець.
Після закінчення 7 класів Новомиколаївської неповної середньої школи у 1937 році, навчався і працював у місті Миколаєві.
До лав РСЧА призваний у 1941 році. Закінчив Ростовське артилерійське училище.
Учасник німецько-радянської війни з липня 1941 року. Воював на Південно-Західному та Воронезькому фронтах.
Особливо командир взводу управління 1177-го винищувального протитанкового артилерійського полку 14-ї винищувальної протитанкової артилерійської бригади Воронезького фронту молодший лейтенант Г. І. Шапар відзначився під час Курської битви. 7 липня 1943 року, відбиваючи ворожу атаку поблизу села Покровка, зайняв місце біля гармати, обслуга якої вибула зі строю, й прицільним вогнем підбив 4 німецьких танки. Загинув у цьому бою.
Похований у селі Покровка Івнянського району Бєлгородської області.

## Нагороди
Указом Президії Верховної ради СРСР від 29 вересня 1943 року за особисту мужність і героїзм, виявлені у боротьбі з німецько-фашистськими загарбниками, молодший лейтенант Шапар Григорій Іванович удостоєний звання Героя Радянського Союзу з врученням ордена Леніна і медалі «Золота Зірка».

## Пам'ять
Ім'ям Г. І. Шапаря названо вулицю в селі Новомиколаївка Жовтневого району Миколаївської області.